# Richard Quine
Richard Quine (Detroit, Míchigan; 12 de noviembre de 1920 - Los Ángeles, California; 10 de junio de 1989) fue un director de cine, guionista, productor, actor y compositor estadounidense.

## Carrera profesional

### Actor
Comenzó con once años como actor infantil en los musicales de Broadway en la década de 1930. Como muchos de sus compañeros, dio el salto al cine, y en 1933 debutó con las películas: El mundo cambia de Mervyn LeRoy y, sobre todo, El abogado de William Wyler, donde actuó junto con el legendario John Barrymore.
Como actor, rodó 23 películas entre 1934 y 1950, siempre en papeles menores, y participó en títulos clásicos del musical y del cine negro. Su carrera fue muy lenta cuando Estados Unidos entró en la Segunda Guerra Mundial (1941), aunque participó en ocho películas entre 1941 y 1945. Entre sus actuaciones sirvió en la rama de Guardacostas de los Estados Unidos.
En noviembre de 1943 se casó con la también actriz Susan Peters (vista en el melodrama clásico Niebla en el pasado, que Mervyn LeRoy rodó en 1942), de la que se divorció en 1948.

### Director
Terminada la guerra, Quine empezó a rodar no sin dificultades iniciales. Para poder dirigir tuvo que producir su primera película: Leather Gloves, 1948, sobre el mundo del boxeo. Lo logró gracias a la colaboración económica de su amigo William Asher. Ambos tenían idénticas aspiraciones y ambos codirigieron el film. Columbia Pictures, tras ver este film y su trabajo en varios cortometrajes, lo contrató como director y empezó a dirigir musicales y thrillers de serie B. En ese momento, cuando arranca su carrera como director, abandona la interpretación.
Rodó comedias (Sound off, en 1952; Siren of Bagdad, 1954) y películas musicales (Rainbow'round my shoulder, 1952; Marino al agua, All ashore, Cruisin' down the river, estas tres últimas de 1953). 
Luego, en 1954, rodó dos interesantes filmes sobre el mundo del crimen: La senda equivocada (Drive a crooked road), y La casa número 322 (Pushover), en la que presentó a una actriz desconocida, Kim Novak. Su contrato con Columbia le permitió trabajar con ella, además, en Me enamoré de una bruja, Un extraño en mi vida y La misteriosa dama de negro. De todos modos, su obsesión por Novak (de la que se enamoró, pero no fue correspondido) hizo que en las cintas en que trabajaron juntos  resplandeciera. 
En 1955 rodó los musicales Tres amores en París y Mi hermana Elena. En 1956 y 1957 dirigió dos comedias: Un Cadillac de oro macizo (The Solid Gold Cadillac) y Llenos de vida (Full of life). 
Un extraño en mi vida (1960) fue acaso su cumbre fílmica, según la crítica; era un drama sobre infidelidad conyugal de un arquitecto con dos hijos que se encuentra con una mujer asimismo casada e insatisfecha a la espera del autobús escolar. 
Quine había formado un tándem con Blake Edwards y juntos escribieron el guion de siete películas. La última colaboración con él fue un octavo film: La misteriosa dama de negro de 1962, dirigido por Quine, pero cuyo guion fue escrito por Edwards y Larry Gelbart (estaba basado en una historia titulada The notorious tenant de Margery Sharp). Es una comedia de intriga en la que un diplomático estadounidense destinado a Londres alquila una mansión y se enamora de su dueña, viuda y de pasado dudoso.
La misteriosa dama de negro fue también su última película con Novak, pero las cosas, por entonces, no le iban mal. De hecho, a partir de ese momento su carrera despegó y fue haciéndose cargo de películas de mayor envergadura con mayores presupuestos y actores de prestigio. Incluso pudo crear su propia productora, Richard Quine Productions, que produjo, además del citado Un extraño en mi vida, el romántico Encuentro en París de 1964. En 1965 se casó con la cantante Fran Jeffries. Ella permanecería a su lado hasta su muerte. Ambos tuvieron una hija. La década de 1960 fue un período de éxitos. 
A finales de esa década, encadenó varios fracasos en taquilla, a pesar de contar con grandes presupuestos y con estrellas con gancho, y los productores perdieron su confianza en él, con lo que su carrera entró en decadencia.
Para intentar revivirla, a finales de la década de 1970 se centró en la televisión, pero no obtuvo los resultados que esperaba. Dirigió episodios de varias series, entre ellas, algunos capítulos de Colombo. También realizó un par de películas para televisión (telefilms), uno de ellos, The Specialists, le permitió trabajar con Maureen Reagan (la hija de Ronald Reagan y Jane Wyman, su primera esposa).
En 1980, colaboró con Piers Haggard y Peter Sellers en la dirección de El diabólico plan del Dr. Fu Man Chú (The fiendish plot of dr. Fu Manchu). Ni su aportación ni la de Peters aparecen reflejadas en los créditos. Poco después, el 10 de junio de ese mismo año, se suicidó disparándose un tiro, en su casa de Los Ángeles, California. Tenía 68 años y había perdido toda esperanza de volver a dirigir.

## Filmografía

### Como director
- 1948 - Leather gloves de Richard Quine y William Asher. Drama sobre el mundo del boxeo protagonizado por Cameron Mitchell y Virginia Grey.
- 1950 - Foy meets girl. Cortometraje. Comedia.
- 1951 - The awful sleuth. Cortometraje. Comedia.
- 1951 - Woo-Woo blues. Cortometraje, 16 minutos. Comedia.
- 1951 - Sunny side of the street. Musical protagonizado por Frankie Laine y Billy Daniels.
- 1951 - Purple heart diary. Drama protagonizado por Frances Langford y Judd Holdren.
- 1952 - Sound off Comedia protagonizada por Mickey Rooney.
- 1952 - Rainbow 'round my shoulder Musical protagonizado por Frankie Laine y Billy Daniels.
- 1953 - Marino al agua (All ashore). Comedia musical protagonizada por Mickey Rooney, Dick Haymes, Peggy Ryan y Patricia Walker.
- 1953 - Cruisin' down the river. Musical protagonizado por Dick Haymes y Audrey Totter.
- 1954 - Siren of Bagdad Comedia de aventuras protagonizada por Paul Henreid y Patricia Medina.
- 1954 - La senda equivocada (Drive a crooked road). Thriller protagonizado por Mickey Rooney y Dianne Foster.
- 1954 - La casa número 322 (Pushover). Thriller protagonizado por Fred MacMurray, Philip Carey y Kim Novak, que fue su primer film de cierto renombre.
- 1955 - Tres amores en París (So this is Paris). Musical protagonizado por Tony Curtis y Gloria DeHaven.
- 1955 - Mi hermana Elena (My sister Eileen). Delicioso musical protagonizado por Janet Leigh, Jack Lemmon y Bob Fosse. Es una adaptación de Los caprichos de Elena, dirigida en 1942 por Alexander Hall, en la que Quine intervino como actor junto con Rosalind Russell.
- 1956 - Un cadillac de oro macizo (The Solid Gold Cadillac). Prestigiosa comedia que adapta una obra teatral del célebre George S. Kaufman, protagonizada por Judy Holliday y Paul Douglas, que consiguió enorme repercusión y dos Óscars.
- 1957 - Llenos de vida (Full of life). Comedia protagonizada por Judy Holliday y Richard Conte.
- 1957 - Operation Mad Ball (Operación gran baile). Comedia con trasfondo militar protagonizada por Jack Lemmon, uno de los actores fetiches del cineasta, y Mickey Rooney.
- 1958 - Me enamoré de una bruja. (Bell, Book and Candle). Legendaria comedia romántico-fantástica protagonizada por James Stewart, Kim Novak y Jack Lemmon.
- 1959 - La indómita y el millonario (It Happened to Jane). Simpática comedia romántica protagonizada por Doris Day y Jack Lemmon.
- 1960 - El mundo de Suzie Wong. (The World of Suzie Wong). Drama romántico con aires de comedia protagonizada por William Holden, Nancy Kwan y Sylvia Syms.
- 1960 - Un extraño en mi vida (Strangers when we meet). Famoso drama pasional protagonizado por Kirk Douglas, Kim Novak y Walter Matthau que supone, para muchos críticos, su obra maestra.
- 1962 - La misteriosa dama de negro (The notorious landlady). Comedia de misterio de indudable calidad protagonizada por Kim Novak, Jack Lemmon y Fred Astaire, que se ha convertido casi en un clásico. El guion escrito por Blake Edwards y Larry Gelbart estuvo nominado en los premios WGA como Mejor guion de comedia.
- 1964 - La pícara soltera (Sex and the single girl). Comedia de enredo de abultado éxito en taquilla protagonizada por estrellas como Lauren Bacall, Tony Curtis, Mel Ferrer, Henry Fonda y Natalie Wood. Por su papel, Natalie Wood estuvo nominada en los Golden Laurel, como Mejor actriz de comedia, quedando finalmente, en el quinto lugar.
- 1964 - Encuentro en París (Paris - When it sizzles). Memorable comedia romántica de indudable atractivo protagonizada por William Holden y Audrey Hepburn a la que el tiempo le ha sentado bien.
- 1965 - Synanon. Drama protagonizado por Edmond O'Brien, Stella Stevens y Chuck Connors.
- 1965 - Cómo matar a la propia esposa (How to murder your wife). Excelente comedia negra protagonizada por Jack Lemmon, Virna Lisi, Terry Thomas y Claire Trevor. Por su papel, Jack Lemmon estuvo nominado como Mejor actor en los Golden Laurel y como Mejor actor extranjero en los Premios BAFTA. También, Claire Trevor estuvo nominada como Mejor actriz de reparto en los Golden Laurel, quedando en el quinto lugar de la lista.
- 1967 - Oh Dad, Poor Dad, Mama's hung you in the closet and I'm feeling so sad (¡Oh papá, pobre papá, mamá te ha encerrado en el armario y a mí me da tanta pena!). Interesante pero poco apreciada por el público, es una comedia negra protagonizada por Rosalind Russell. Quine fue ayudado por Alexander Mackendrick por imposición de la productora para rodar de nuevo algunas secuencias, pero pese a codirigir, no aparece en los créditos.
- 1967 - Intriga en el Gran Hotel (Hotel). Basado en un best seller que también dio lugar a la serie de televisión Hotel, es un drama protagonizado por Rod Taylor, Catherine Spaak, Karl Malden, Merle Oberon y Richard Conte. Karl Malden estuvo nominado en los Golden Laurel, quedando en el quinto lugar de la lista.
- 1969 - A talent for loving. Polvoriento western interpretado por Richard Widmark, César Romero y Caroline Munro.
- 1970 - El infierno del whisky (The Moonshine War). Comedia con tintes dramáticos protagonizada por Patrick McGoohan, Richard Widmark y Alan Alda.
- 1973 - Catch-22. Película para televisión protagonizada por Richard Dreyfuss.
- 1974 - W. Película para televisión protagonizada por Twiggy, Michael Witney y Dirk Benedict.
- 1975 - The specialist. Película para televisión protagonizada por Robert Urich y Maureen Reagan.
- 1975 - Double take. Episodio 3 de la serie McCoy, protagonizado por Val Avery y Tony Curtis.
- 1979 - El estrafalario prisionero de Zenda. (The prisoner of Zenda). Parodia de los célebres personajes y novela protagonizada por Peter Sellers y Elke Sommer en la decadencia de Quine y el propio Sellers.
- 1980 - El diabólico plan del Dr. Fu Man Chú (The fiendish plot of dr. Fu Manchu). Comedia protagonizada por Peter Sellers. No la dirigió, sino que colaboró con Piers Haggard y Peter Sellers en la dirección. Ni su aportación ni la de Peter aparecen reflejadas en los créditos.

### Guionista
- 1952 - Sound off de Richard Quine.
- 1952 - Rainbow 'round my shoulder de Richard Quine (Quine y Blake Edwards).
- 1953 - Cruisin' down the river de Richard Quine (Quine y Blake Edwards).
- 1953 - Marino al agua (All ashore) de Richard Quine (Quine y Blake Edwards).
- 1954 - Drive a crooked road de Richard Quine (Quine y Blake Edwards).
- 1955 - Mi hermana Elena (My sister Eileen) de Richard Quine (Quine y Blake Edwards). Basándose en el guion de Joseph Fields y Jerome Chodorov de la película homónima de 1942.
- 1955 - Venga tu sonrisa (Bring your smile along) de Blake Edwards (Quine y Edwards).
- 1956 - He laughed last (El que ríe el último) de Blake Edwards (Quine y Edwards).

### Productor
- 1948 - Leather gloves de Richard Quine y William Asher.
- 1959 - La indómita y el millonario (It happened to Jane) de Richard Quine (produce Quine y participa Martin Melcher como productor ejecutivo).
- 1960 - Un extraño en mi vida (Strangers when we meet) de Richard Quine.
- 1962 - La misteriosa dama de negro (The notorious Landlady) de Richard Quine (Quine y Fred Kohlmar).
- 1964 - Encuentro en París (Paris - When It Sizzles de Richard Quine (Quine y George Axelrod. Participan como productores asociados Carter DeHaven y John R. Coonan).
- 1965 - Synanon de Richard Quine.

### Actor
- 1933 - El mundo cambia (The World Changes) de Mervyn LeRoy. No aparece en los créditos, pero es el niño llamado Richard.
- 1933 - El abogado (Counsellor at law) de William Wyler. (Interpreta a Richard Dwight Jr.)
- 1934 - Jane Eyre de Christy Cabanne. (Interpreta a John Reed.) Primera adaptación cinematográfica de la novela homónima de Charlotte Brontë.
- 1934 - Paz en la Tierra (The world moves on) de John Ford. En muchas biografías se cita este film como la primera película; no obstante, Quine empezó en el cine un año antes).
- 1934 - Little Men de Phil Rosen. (Interpreta a Ned.) Es una adaptación de la novela Hombrecitos de Louisa May Alcott.
- 1935 - El gran hombrecito (Dinky) de Howard Bretherton y D. Ross Lederman. (Interpreta a Jackie Shaw.)
- 1935 - A Dog of Flanders de Edward Sloman. (Interpreta a Pieter Vanderkloot.)
- 1935 - Life Returns de Eugene Frenke y James P. Hogan. (Interpreta a Mickey.)
- 1939 - El rey del hampa de Lewis Seiler. (No aparece en los créditos, pero interpreta a uno de los estudiantes de medicina.)
- 1941 - Los chicos de Broadway (Babes on Broadway) de Busby Berkeley. (Interpreta a Morton Hammond, "Hammy".)
- 1942 - Tish de S. Sylvan Simon. (Interpreta a Theodore Bowser, "Ted".)
- 1942 - Mi hermana Elena (My sister Eileen) de Alexander Hall. (Interpreta a Frank Lippincott.)
- 1942 - Por mi chica y por mí (For me and my gal) de Busby Berkeley. (Interpreta a Danny, el hermano de Jo Hayden.)
- 1942 - Dr. Gillespie's New Assistant de Willis Goldbeck. (Interpreta al Dr. Dennis Lindsey.)
- 1942 - Stand by for action de Robert Z. Leonard. (Interpreta a Ens Lindsay.)
- 1943 - The Rear Gunner de Ray Enright. (No aparece en los créditos, pero interpreta a un piloto).
- 1943 - We've never been licked (Nunca nos han vencido) de John Rawlins.. (Interpreta a Brad Craig.)
- 1946 - The Cockeyed Miracle de S. Sylvan Simon. (Interpreta a Howard Bankson.)
- 1948 - Words and Music de Norman Taurog. (Interpreta a Ben Feiner Jr.)
- 1948 - Sublime decisión (Command Decision) de Sam Wood. (Interpreta al mayor George Rockton.)
- 1949 - The Clay Pigeon de Richard Fleischer. (Interpreta a Ted Niles.)
- 1950 - Amarga sombra (No sad songs for me) de Rudolph Maté. (Interpreta a Brownie.)
- 1950 - Rookie Fireman de Seymour Friedman. (Interpreta a Johnny Truitt.)
- 1950 - The Flying Missile de Henry Levin. (Interpreta a Hank Weber.)

### Canciones para el cine
De su experiencia en los musicales, destaca como curiosidad que mucho tiempo después, ya adulto, compuso algunas canciones para el cine, para las películas:
- 1957 - Operation Mad Ball de Richard Quine.
- 1959 - Juke Box Rhythm de Arthur Dreifuss.
- 1958 - El salario de la violencia (Gunman's walk) de Phil Karlson, para la que Quine creó la canción I'm a runaway.
- 1964 - La pícara soltera (Sex and the Single Girl) de Richard Quine, 1964.

## Richard Quine y la televisión
- Productor:

- The Jean Arthur show. Comedia de media hora emitida los lunes por la mañana en la CBS entre el 12 de septiembre y el 28 de noviembre de 1966 (1 temporada, 12 capítulos).

- Guionista:

- Escribió bajo el seudónimo de Hey Mulligan para la serie The Mickey Rooney Show de NBC. Comedia emitida entre el 28 de agosto de 1954 y el 4 de junio de 1955. Se emitió un total de 39 episodios.

- Director:
- Dirigió bajo el seudónimo de Hey Mulligan para la serie The Mickey Rooney Show de NBC. Comedia emitida entre el 28 de agosto de 1954 y el 4 de junio de 1955. Se emitió un total de 39 episodios.
- Dirigió la miniserie de 10 capítulos Hec Ramsey, emitida los domingos en NBC entre el 8 de octubre y el 17 de diciembre de 1972.
- Dirigió 3 episodios para la serie Colombo (Columbo) de NBC, emitida entre el 20 de agosto de 1968 y el 30 de enero de 2003 (10 temporadas, 69 episodios). En realidad, la serie se emitió con regularidad hasta 1990 (nueve temporadas), la última temporada es ficticia, en realidad, es la agrupación de 14 capítulos especiales (emitidos entre el 9 de diciembre de 1990 y el 30 de enero de 2003).

Estos 3 capítulos dirigidos por Quine son:
- Dagger of the Mind (capítulo 13, segunda temporada, emitido el 26 de noviembre de 1972).
- Requiem for a Falling Star (capítulo 14, segunda temporada, emitido el 21 de enero de 1973).
- Double exposure (capítulo 21, tercera temporada, emitido el 16 de diciembre de 1973).

- Dirigió para la serie Project UFO de NBC, emitida entre el 19 de febrero de 1975 y el 19 de julio de 1979 (2 temporadas, 26 capítulos). Entre otros episodios, fue el director del primero.